# Велика справа (фільм)
«Велика справа» (англ. The Big Hit)  — американська кримінальна комедія.

## Сюжет
Професійний вбивця Мелвін Смайлі (Марк Волберг) і його побратими по зброї працюють без вихідних. Чергова справа, на перший погляд, здається легкою та невимушеною. Вони викрадають Кейко (Чайна Чоу) — доньку багатого промисловця (Саб Шимоно), не підозрюючи, що дівчина — хрещениця їх могутнього боса (Ейвері Брукс). До складності ситуації додається ще один штрих: Мел закохується у свою жертву…

## У ролях
| Актор               | Персонаж                              | Роль                                       |
| ------------------- | ------------------------------------- | ------------------------------------------ |
| Марк Волберг        | Мелвін Смайлі (англ. Melvin Smiley)   | головний герой, найманий вбивця            |
| Лу Даймонд Філліпс  | Ціско (англ. Cisco)                   | найманий вбивця                            |
| Крістіна Епплгейт   | Пем Шульман (англ. Pam Shulman)       | перша дівчина Мелвіна                      |
| Ейвері Брукс        | Періс (англ. Paris)                   | бос найманих вбивць, хрещений батько Кейко |
| Бокім Вудбайн       | Кранч (англ. Crunch)                  | найманий вбивця                            |
| Антоніо Сабато мол. | Вінс (англ. Vince)                    | найманий вбивця                            |
| Чайна Чоу           | Кейко Ніші (англ. Keiko Nishi)        | викрадена дочка багатія                    |
| Лейні Казан         | Дженні Шульман (англ. Jeanne Shulman) | мати Пем                                   |
| Еліот Гулд          | Мортон Шульман (англ. Morton Shulman) | батько Пем                                 |
| Саб Шимоно          | Дзіро Ніші (англ. Jiro Nishi)         | багатий батько Кейко, кум Періса           |
| Робін Данн          | Гамп (англ. Gump)                     | найманий вбивця, якого застрелив Ціско     |
| Лела Рошон          | Шантель (англ. Chantel)               | друга дівчина Мелвіна                      |
| Денні Сміт          | ' (англ. Video Store Kid)             | продавець відео                            |

## Створення
Фільм було знято в Гамільтоні та Пікерінгу, Онтаріо, Канада.